# Rei Hino
Rei Hino (火野 レイ Hino Rei), Raye Hino no Brasil e Rita em Portugal, é uma personagem fictícia do anime e mangá Sailor Moon, também conhecida como Sailor Mars, Sailor Marte ou Navegante Marte e possui o poder do Fogo. Ela é agressiva, decidida e vaidosa. Mexe com o sobrenatural e vive brigando com a Usagi, mas apesar de brigarem o tempo todo, ela e Usagi, são grandes amigas . Ela é Sailor Mars, a Guerreira do fogo e da batalha.

## História e personalidade
Hino Rei é uma garota de forte personalidade. É bela, bem-educada e uma boa aluna. Na T.A. Private School, escola onde estuda (uma escola só para meninas e católica, apesar de Rei ser xintoísta). Ela é muito popular e admirada. Mora e trabalha como miko (sacerdotisa) do templo de sua família, o Templo Hikawa (Hikawa Jinja). Ela vive ali com seu avô, cujo nome não aparece no anime, que é um homem poderoso e muito brincalhão. O templo é famoso por seus amuletos de boa sorte, mas muitas pessoas o julgam mal por causa do avô de Rei. Posteriormente um jovem chamado Yuuichirou  (Nicholas no brasil) vai morar com eles no templo pois quer aprender com o avô de Rei, que vira seu mestre. Ele não aparece no mangá, porém no Anime parece ter uma relação muito forte com Rei: ela demonstra gostar dele em muitos episódios. Rei não mora com seus pais. Sua mãe morreu quando era pequena e seu pai, um famoso político, tinha preconceito de seus poderes, deixando-a isolada no Templo Hikawa, para Rei, isso era o mesmo que ser abandonada e por isso criou uma enorme aversão a homens. Por ser uma sacerdotisa, ela é uma pessoa incomum, acorda muito cedo para meditar, por exemplo, e cumprir outras de suas funções como tal, além disso, possui poderes espirituais. Ela tem poderes de premonição  que lhe mostra visões de acontecimentos futuros. Quando faz orações ela repete as palavras  "Rin, pyou, tou, sha, kai, jin, retsu, sai, zen. Akuryou taisan!" , as mesmas palavras que ela diz para invocar um ofuda, que ela usa para espantar demônios. A frase significa basicamente "Espíritos malignos, desapareçam!" e na dublagem quando ela acaba de invocar um ofuda ela grita "Espírito maligno, desapareça!". O nome Japonês Hino Rei significa "Espírito de fogo" ou "Alma de fogo". Ela e a  reencarnação e o próprio deus Ares/Marte e a princesa governate do planeta Marte .
No anime, ela era apaixonada por Mamoru e chegou a namorar com ele, o que não acontece no mangá. Mas ela não confia em homens nem aceita apoiar-se neles, e quando soube que Usagi gostava de Mamoru e ambos tinham uma história de amor numa vida passada, desistiu do relacionamento. Sempre implica com Usagi e as duas tem discussões infantis e intermináveis. No entanto, apesar disso, Rei tem um forte instinto protetor para com Usagi, as duas são muito amigas, tanto que ela desiste de Mamoru. Rei aparece pela primeira vez no episódio 10. A moça vivia uma vida normal quando casos estranhos começam a acontecer perto do templo onde mora: ônibus cheios de pessoas estão desaparecendo de repente. Por causa disso, o templo começa a ganhar má fama, afinal as pessoas começam a desaparecer logo depois que compram amuletos do templo. Usagi, Ami e Luna vão investigar e acabem descobrindo que Rei é a segunda guerreira, Sailor Mars.
Luna desconfia que ela é a princesa da Lua até que encontram Minako Aino. Porém mais tarde, fica claro que Usagi é a Princesa Moon.

## Formas
- Hino Rei
- Sailor Mars
- Super Sailor Mars
- Eternal Sailor Mars (Somente no mangá)
- Princess Mars (somente no mangá)
- Guardian Mars [3] (somente no mangá)

## Frases de transformação
- Mars Power, Make Up! (マーズ・パワー・メイク・アップ!, Māzu pawā, meiku appu!) Português (Brasil) Pelo poder de Marte! Português (Portugal) Pelo poder sagrado de Marte!
- Mars Star Power, Make Up! (マーズ・スター・パワー・メイク・アップ!, Māzu sutā pawā, meiku appu!) Pelo poder estelar de Marte, transformação!
- Mars Planet Power, Make Up! (マーズ・プラネット・パワー・メイク・アップ!, Māzu puranetto pawā, meiku appu!) Pelo poder do planeta Marte, transformação!
- Mars Crystal Power, Make Up! (マーズ・クリスタル・パワー・メイク・アップ!, Māzu kurisutaru pawā, meiku appu!) Pelo poder do cristal de Marte, transformação!

## Ataques: Mangá/Crystal
- Akuryō taisan (悪霊退散) (Act 3 Manga/Crystal): em Português (Brasil) (mangá) Suma! Espírito Maligno! em Português (Portugal) Espírito Maligno! Exorciza-te!. É um ataque em que Sailor Mars pega um ofuda gira em torno dela, criando um círculo em chamas, e atira nos inimigos. Existem várias formas desse ataque, no episódio 5, é usada uma chuva de ofudas vermelhos explosivos,  no episódio 7 em diante, ela usa apenas as mãos.
- Sailor Planet Attack (セーラー・プラネット・アタック, Sērā puranetto atakku) (Act 10 Manga/Crystal) em português Ataque Planetário Sailor!. É um ataque em grupo, quando as Inners unem seus poderes e lançam um poderoso raio de energia.
- Burning Mandala (バーニング・マンダラー, Bāningu mandarā) (Act 15 Manga/Crystal): em Português (Brasil) Mandala Flamejante!. É um ataque em que Sailor Mars desenha um círculo de fogo em volta de si mesma usando o dedo e une as duas mãos abertas apontando para o inimigo. O fogo em forma de círculo se transforma em uma mandala, com oito círculos menores dentro dela, os círculos menores têm símbolos sagrados dentro deles, a mandala gira em volta de Sailor Mars, os círculos menores se transformam em anéis de fogo, vão para as palmas das mãos abertas de Sailor Mars e ela atira os anéis de fogo no inimigo. Este ataque também foi utilizado no Episódio 16 de Sailor Moon Crystal.
- Mars Snake Fire (マーズ・スネイク・ファイア, Māzu suneiku faiyā; Kanji: 蛇火炎, Hebi kaen, "chama da cobra") (Act 29 Manga/Crystal): em Português Serpente Flamejante de Marte!, É um poderoso ataque em que Sailor Mars está orando quando é envolvida em uma chama e em seguida lança uma rajada de fogo que toma a forma de uma serpente.
- Mars Flame Sniper (マーズ・フレイム・スナイパー, Māzu fureimu sunaipā) (Act 41 Manga): em Português Flecha Flamejante de Marte!. É um ataque em que Sailor Mars utiliza a Flecha de Marte (マーズ・アロー, Māzu arō, "Mars Arrow") para disparar uma flecha em chamas contra o inimigo.

## Ataques: Anime
- Fire Soul (ファイヤー・ソウル, Faiyā sōru) (Epi.010/Classic): em Português (Brasil) "Fogo de Marte... acenda-se", em Português (Portugal) "Alma de Fogo....Acção!". É um ataque em que Sailor Mars une os dois indicadores, se concentra e da ponta dos indicadores nasce uma bola de fogo que ela lança nos inimigos. Apesar de que na animação do ataque, este têm a aparência de uma bola de fogo sendo lançada em formato espiral no oponente, quando ela atinge o alvo, o ataque também pode parecer um poderoso lança-chamas.
- Rin, Pyou, Tou, Sha, Kai, Jin, Retsu, Sai, Zen! Akuryou Taisan! (Epi. 010/Classic): é sua invocação sagrada quando usa um Ofuda, seja para expulsar um espírito maligno ou paralisar um oponente.
- Fire Soul Bird (ファイヤー・ソウル・バード, Faiyā sōru bādo) (Epi.054/R): em Português (Brasil) "Fogo de Marte... acende" em Português (Portugal) "Alma de Fogo Alada!".  É um ataque praticamente igual ao primeiro, apenas um pouco mais poderoso, em que Sailor Mars invoca os poderes de um Ofuda e em seguida lança neste o mesmo primeiro ataque, que ao atingir o ofuda se une a ele, formando uma fênix de fogo.
- Burning Mandala! (バーニング・マンダラー, Bāningu mandarā) (Epi.063/R, Epi.15/Sailor Moon Crystal): em Português (Brasil) "Fogo de Marte... acende"em Português (Portugal) "Mandala ardente...ação!". É um ataque em que Sailor Mars desenha um círculo de fogo em volta de si mesma usando o dedo e une as duas mãos abertas apontando para o inimigo. O fogo em forma de círculo se transforma em uma mandala, com oito círculos menores dentro dela, os círculos menores têm símbolos sagrados dentro deles, a mandala gira em volta de Sailor Mars, os círculos menores se transformam em anéis de fogo, vão para as palmas das mãos abertas de Sailor Mars e ela atira os anéis de fogo no inimigo. Este ataque também foi utilizado no Episódio 16 de Sailor Moon Crystal.
- Mars Flame Sniper! (マーズ・フレイム・スナイパー, Māzu fureimu sunaipā) (Ep. 152/SuperS): em Português "Flecha flamejante de Marte!". É um ataque em que Super Sailor Mars cria um poderoso arco-e-flecha em chamas e atira a flecha de fogo em seu oponente.
- Sailor Planet Attack! em português "Ataque Planetário da Sailors!". É um ataque em grupo, quando as Inners unem seus poderes e lançam um poderoso raio de energia.
- Sailor Planet Power Meditation! em português "Poder Planetário das Sailors, meditação!". É um ataque em grupo, quando todas as Sailors unem seus poderes e lançam um poderoso raio de energia.
- Sailor Teleport! em português "Teletransporte das Sailors!". É um poder usado em grupo pelas Sailors para se teletransportar.

## Acessórios
- Ofuda (ep.010/classic): O ofuda é um tipo de selo sagrado utilizado por sacerdotes e pessoas espirituais. Neles são escritas palavras ou frases que trazem proteção e boa sorte. Rei utiliza os ofudas em qualquer ocasião, desde antes de saber que e a Sailor Marte e depois que ela descobre seus poderes passa a usá-lo como arma para incrementar seus atques.
- Henshin pen, em português "Caneta de transformação" (ep.010/classic): é a caneta dada por Luna e para invocar o seu poder Sailor Mars diz "Pelo poder de Marte".
- Communication device, em português "Comunicador" (ep.017/classic): É o primeiro comunicador dado às meninas. É rosa e quadrado com uma tela redonda que permite ver o rosto de quem esta falando.
- Star Henshin Pen, em português "Caneta de transformação estelar" (ep.052/R): apesar de não ter nome em português, esta nova caneta pode ser chamada assim pela tradução equivalente do nome e porque Rei precisa dizer "Pelo poder estelar de Marte" para invocar seus poderes. A caneta tem uma estrela na extremidade superior com o símbolo de Marte no meio da estrela. Foi dada por Luna e Artemis.
- Wirstwatch, em português "relógio comunicador" (ep.052/R): É um relógio que tem uma tampa redonda com uma estrela no meio que permite que as sailors se comuniquem. Foi dado por Luna e Artemis.  No mangá elas recebem três modelos diferentes de relógios de comunicação nos arcos - Dark Kingdom, Black Moon e Infinity.
- Crystal Henshin Pen, em português "Caneta de transformação do cristal" (ep.143/Super s): Também não possui nome em português, mas a tradução seria Caneta de transformação do cristal, pois para invocar seu poder Rei precisa dizer "Pelo poder do cristal de Marte, Transformação" e então pode se transformar em Super Sailor Mars. Ela e as outras sailors obtêm essa caneta através do poder do Pegasus, quando decidem confiar nele.
- Mars Crystal, em português "Cristal de Marte". Usado somente no mangá, aparece no Arco Dream - Ato 41, sob a forma de um coração e depois no Ato 49, sob a forma de uma estrela. Ela ganham seu próprio Sailor Crystal com a ajuda de seus corvos, Phobos e Deimos, que adquirem forma humana, para poder se transformar em Super e depois em Eternal.
- Mars Arrow, em português "Flecha de Marte". Usado somente no mangá, aparece no Arco Dream - Ato 41, é uma flecha espiritual e é usada por Super Sailor Mars para lançar o ataque "Mars Flame Sniper!".

## Live Action e Sera Myu
No Live Action foi interpretada por Kitagawa Keiko. Já no Sera Myu, foi interpretada por Nakayama Hiroko de 1993 a 1994, Kotani Misako de 1994 a 1998, Umemiya Asuka em 1995 (substituindo Kotani Misako), Sakai Hiromi em 1998, Kanda Eri de 1999 a 2001, Yoshida Megumi de 2001 a 2002, Kawasaki Aiko em 2003 e Honma Risa  de 2004 a 2005.

## Dubladores
No Japão foi dublada por Tomizawa Michie, já no Brasil foi dublada por Cristina Rodrigues (Somente na fase Classic na Gota Mágica) e Denise Popitz Reis (Fase R até a Stars na BKS). Em Portugal, foi dobrada no anime clássico por Cristina Cavalinhos em todas as temporadas, sendo uma das vozes preferidas dos fãs portugueses. Em Sailor Moon Crystal, será a mesma dobradora a dobrar a personagem.